# Politiko
Politiko (in greco Πολιτικό?) è una comunità (in greco κοινότητα?, koinótita) cipriota di 419 abitanti appartenente al distretto di Nicosia.

## Geografia fisica
Il villaggio di Politiko si trova a circa 17 km a sud-ovest di Nicosia, nella pianura della Messaria (in greco: Μεσαορία, letteralmente: tra le montagne, essendo una pianura posta fra due catene montuose: i monti di Kyrenia a nord, e i monti Troodos a sud). È attraversata dal fiume Pedieos. Su una collinetta di Politiko sorgeva l'antica città di Tamasso, di cui sono visibili gli scavi.
Nel villaggio esiste il monastero di Agios Irakleidios, ossia il monastero dedicato a Sant'Eraclide, un cristiano del I secolo il quale nacque a Tamasso, accompagnò San Paolo e San Barnaba nel viaggio a Cipro e venne ordinato primo vescovo di Tamasso. La chiesa è del XVIII secolo, essendo andato distrutto l'edificio originale del V secolo, ed è ornata di affreschi.